# Andrea Fenzau-Lehmann

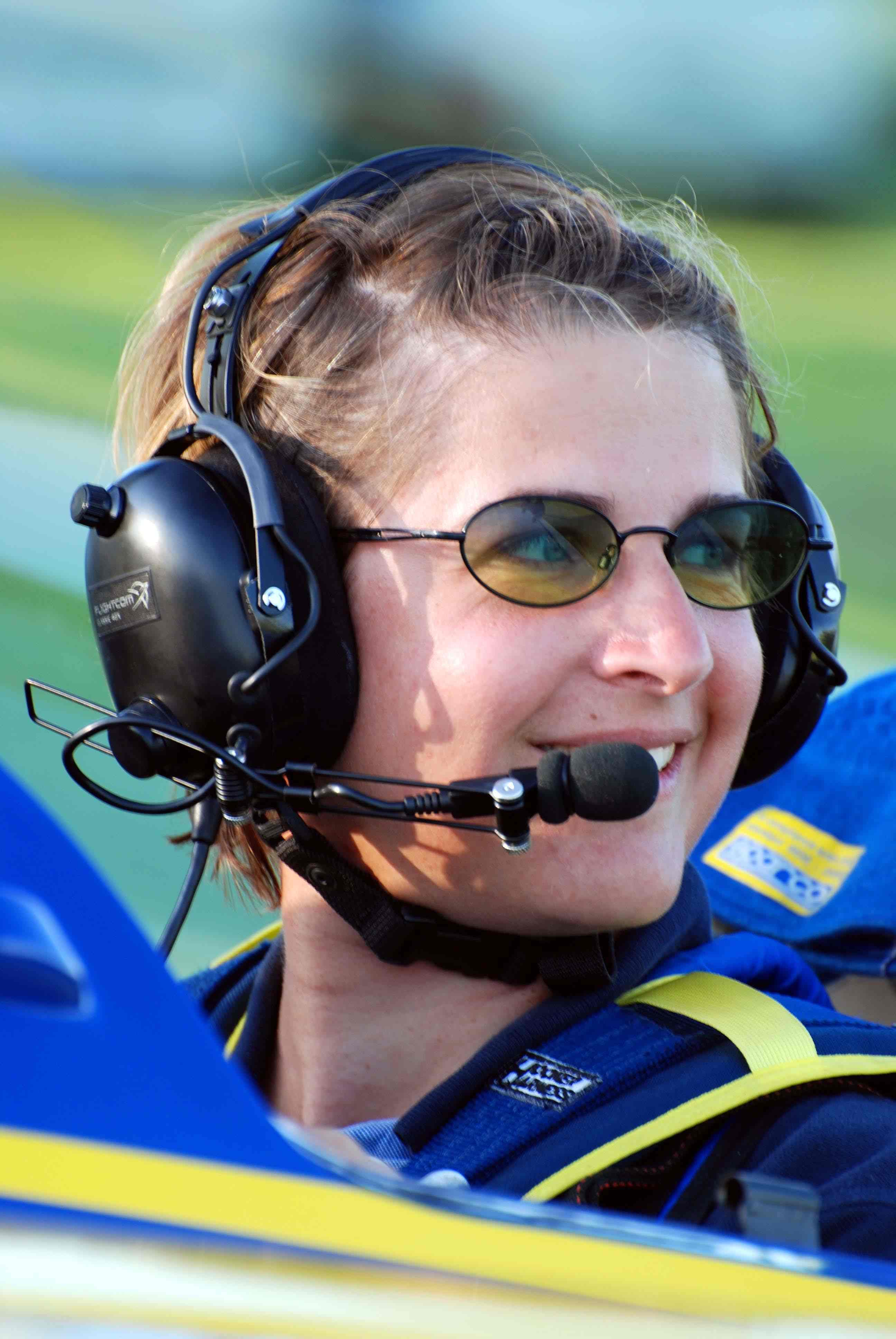
Andrea Fenzau-Lehmann

Andrea Fenzau-Lehmann (* 1976 in Stadthagen) ist eine deutsche Segelkunstflugpilotin.

## Leben
Andrea Fenzau-Lehmann begann 1996 mit dem Segelflug in Bückeburg. Ihre Lizenz für Segelkunstflug erwarb sie im Jahr 2000, ihre Lehrberechtigung für Segelflug und Segelkunstflug im Jahr 2003. Andrea Fenzau-Lehmann ist mit dem deutschen Segelkunstflugpiloten Lars Lehmann verheiratet und lebt in Ellwangen an der Jagst.
Das Ehepaar Lehmann ist fliegerisch im Luftsportring Aalen-Elchingen am Flugplatz Aalen-Heidenheim beheimatet und nimmt seit 2001 regelmäßig an verschiedensten Segelkunstflugwettbewerben in Deutschland und Europa teil, zuerst mit Schleicher ASK 21 und Pilatus B4, später mit verschiedenen MDM-1 Fox und seit 2006 mit einem Swift S-1.
Anfang 2011 bildeten das Ehepaar Lehmann und der Vize-Weltmeister im Segelkunstflug 1999 und langjährigem Mitglied der deutschen Nationalmannschaft im Motorkunstflug Henry Bohlig und seiner Ehefrau zusammen ein Team professioneller Airshow-Piloten, das HB-Airshow-Team. Weiterhin engagiert Andrea Fenzau-Lehmann sich in der Vereinigung deutscher Pilotinnen (VDP) für die Förderung der Frauen im Segelkunstflug.

## Fliegerische Erfolge
Fenzau-Lehmann hat jeweils als erste Frau im Jahre 2001 das bronzene und das silberne und im Jahre 2003 das goldene Leistungsabzeichen Segelkunstflug des DAeC erhalten.
| 2011 | Weltmeisterschaft   | Toruń (Polen)                              | Unlimited | 21 | Swift S-1 |
| 2010 | Europameisterschaft | Jämijärvi (Finnland)                       | Unlimited | 26 | Swift S-1 |
| 2009 | Weltmeisterschaft   | Hosín (Okres České Budějovice, Tschechien) | Unlimited | 27 | Swift S-1 |
| 2008 | Europameisterschaft | Radom (Polen)                              | Unlimited | 33 | Swift S-1 |

An der Weltmeisterschaft für Segelkunstflug 2008 trat Fenzau-Lehmann als unabhängige Teilnehmerin an, an den Europa- und Weltmeisterschaften 2009, 2010 und 2011 als Mitglied der deutschen Nationalmannschaft Segelkunstflug der Unlimited Klasse.
In der von Männern dominierten Sportart ist sie derzeit die beste regelmäßig an nationalen und internationalen Wettbewerben teilnehmende Frau und ist wie in den Jahren zuvor auch für die Saison 2012 auf der Rangliste des DAeC der Unlimited-Klasse als beste Frau verzeichnet und wurde für das deutsche Team für die WM 2012 in Dubnica nominiert.
| Nationale Wettbewerbserfolge von Andrea Fenzau-Lehmann | Nationale Wettbewerbserfolge von Andrea Fenzau-Lehmann | Nationale Wettbewerbserfolge von Andrea Fenzau-Lehmann | Nationale Wettbewerbserfolge von Andrea Fenzau-Lehmann | Nationale Wettbewerbserfolge von Andrea Fenzau-Lehmann | Nationale Wettbewerbserfolge von Andrea Fenzau-Lehmann |
| Jahr                                                   | Wettbewerb                                             | Ort                                                    | Kategorie                                              | Platzierung                                            | Flugzeug                                               |
| ------------------------------------------------------ | ------------------------------------------------------ | ------------------------------------------------------ | ------------------------------------------------------ | ------------------------------------------------------ | ------------------------------------------------------ |
| 2010                                                   | Salzmanncup                                            | Kitzingen                                              | Unlimited                                              | 3                                                      | Swift S-1                                              |
| 2009                                                   | Landesmeisterschaften                                  | Pfarrkirchen                                           | Unlimited                                              | 7                                                      | Swift S-1                                              |
| 2009                                                   | Salzmanncup                                            | Vielbrunn                                              | Unlimited                                              | 4                                                      | Swift S-1                                              |
| 2008                                                   | Schweizer Meisterschaft                                | Thun                                                   | Unlimited                                              | 3                                                      | Swift S-1                                              |
| 2008                                                   | Deutsche Meisterschaft                                 | Rothenburg (Oberlausitz)                               | Unlimited                                              | 12                                                     | Swift S-1                                              |
| 2008                                                   | Salzmanncup                                            | Hornberg                                               | Unlimited                                              | 8                                                      | Swift S-1                                              |
| 2007                                                   | Landesmeisterschaften                                  | Hornberg                                               | Unlimited                                              | 6                                                      | Swift S-1                                              |
| 2007                                                   | Salzmanncup                                            | Stölln/Rhinow                                          | Unlimited                                              | 8                                                      | Swift S-1                                              |
| 2006                                                   | Schweizer Meisterschaft                                | Langenthal                                             | Unlimited                                              | 5                                                      | Swift S-1                                              |
| 2006                                                   | Deutsche Meisterschaft                                 | Bad Frankenhausen                                      | Unlimited                                              | 14                                                     | Swift S-1                                              |
| 2005                                                   | Landesmeisterschaften                                  | Tannheim (Württemberg)                                 | Unlimited                                              | 11                                                     | MDM-1 Fox                                              |
| 2004                                                   | Deutsche Meisterschaft                                 | Biberach an der Riß                                    | Unlimited                                              | 21                                                     | MDM-1 Fox                                              |
| 2003                                                   | Doppelsitzerwettbewerb                                 | Blumberg                                               | „Vollacro“                                             | 6                                                      | ASK 21                                                 |
| 2003                                                   | Salzmanncup                                            | Babenhausen (Hessen)                                   |                                                        | 9                                                      | MDM-1 Fox                                              |
| 2002                                                   | Doppelsitzerwettbewerb                                 | Blumberg                                               | „Vollacro“                                             | 14                                                     | ASK 21                                                 |
| 2002                                                   | Deutsche Meisterschaften                               | Pasewalk                                               | Advanced                                               | 22                                                     | Pilatus B4                                             |
| 2002                                                   | Salzmanncup                                            | Kirn                                                   |                                                        | 4                                                      | Pilatus B4                                             |
| 2001                                                   | Doppelsitzerwettbewerb                                 | Blumberg                                               | „Vollacro“                                             | 11                                                     | ASK 21                                                 |
| 2001                                                   | Doppelsitzerwettbewerb                                 | Steinfurt                                              | „Fortgeschrittene“                                     | 4                                                      | ASK 21                                                 |
| 2001                                                   | Landesmeisterschaften                                  | Idar-Oberstein                                         | Advanced                                               | 7                                                      | Pilatus B4                                             |
| 2001                                                   | Nagold-Tal-Cup                                         | Nagold                                                 |                                                        | 7                                                      | ASK 21                                                 |
| 2000                                                   | Doppelsitzerwettbewerb                                 | Blumberg                                               | „Halbacro“                                             | 11                                                     | ASK 21                                                 |

Im Jahre 2010 erhielt Andrea Fenzau-Lehmann für ihre besonderen sportlichen Leistungen einen Förderpreis der VDP.